# Chepkorio
Chepkorio ist ein kenianisches Dorf. Es liegt in der ehemaligen Provinz Rift Valley. Es befindet sich an der B54, nordwestlich von Kaptagat.